# Dentimachus himalayaensis
Dentimachus himalayaensis är en stekelart som beskrevs av Kaur 1986. Dentimachus himalayaensis ingår i släktet Dentimachus, och familjen brokparasitsteklar. Inga underarter finns listade i Catalogue of Life.